# Hændeligt uheld
Et hændeligt uheld er et uheld, som ingen med rimelighed kan klandre andre personer for. Juridisk set er erklæringen om, at noget er et hændeligt uheld, således ikke kun en afvisning af et evt. skyldsspørgsmål, men også en afvisning af et spørgsmål om erstatningsansvar. Der kan ikke være tale om noget krav om erstatning af nogen art fra nogen side af, hvis det bedømmes, at der i et givet tilfælde var tale om et hændeligt uheld.
I modsætning hertil kan nogen godt være ansvarlige for andre slags ikke-hændelige uheld.

## Reference
1. ↑  hændeligt uheld på lex.dk